# 트레이시 모건
트레이시 모건(Tracy Morgan, 1968년 11월 10일 ~ )은 미국의 희극인, 배우이다.

## 출연 작품
- 스쿠비! (2020)
- 더 클래퍼 (2017)
- 피스트 파이트 (2017)
- 더 크리스마스 (2017)
- 엑시덴탈 러브 (2015)
- 탑 파이브 (2014)
- 박스트롤 (2014)
- 리오 2 (2014)
- 와이 스톱 나우 (2012)
- 화이트 밀크 (2011)
- 리오 (2011)
- 데스 앳 어 퓨너럴 (2010)
- 디 아더 가이스 (2010)
- 캅 아웃 (2010)
- 딥 인 더 밸리 (2009)
- G-포스: 기니피그 특공대 (2009)
- 퍼스트 선데이 (2008)
- 슈퍼히어로 (2008)
- 펭귄들의 익살극 (2007)
- 리틀 맨 (2006)
- 아직 멀었어요? (2005)
- 롱기스트 야드 (2005)
- 헤드 오브 스테이트 (2003)
- 헬로우 프랭크 (2002)
- 하우 하이 (2001)
- 제이 앤 사일런트 밥 (2001)
- 악녀와 바람둥이 (1996)
- Saturday Night Live: The Best of Mike Myers (1998) - 다큐멘터리
- Saturday Night Live: The Best of Will Ferrell - Volume 2 (2004) - 다큐멘터리

### 텔레비전
- 새터데이 나이트 라이브 (1996-2003)
- 지미 키멀 라이브! (2004-22)
- 30 ROCK (2006-13, 2020)
- Up Close with Carrie Keagan (2008-10) - 본인
- Saturday Night Live in the 2000s: Time and Again (2010) - TV 스페셜
- 더 데일리 쇼 (2010-18)